# Echiophis
Echiophis – rodzaj ryb promieniopłetwych z podrodziny Ophichthinae w obrębie rodziny żmijakowatych (Ophichthidae).

## Rozmieszczenie geograficzne
Do rodzaju należą gatunki występujące w wodach strefy tropikalnej wschodniego Oceanu Spokojnego oraz wschodniego i zachodniego Oceanu Atlantyckiego.

## Morfologia
Długość ciała do 180 cm; brak danych dotyczących masy ciała.

## Systematyka
Rodzaj zdefiniował w 1856 roku niemiecki paleontolog i przyrodnik Johann Jakob Kaup w artykule poświęconym przeglądowi ryb węgorzokształtnych opublikowanym w czasopiśmie Archiv für Naturgeschichte. Gatunkiem typowym jest (oznaczenie monotypowe) E. intertinctus.

### Etymologia
- Echiophis (Echiopsis): gr. εχις ekhis, εχεως ekheōs ‘żmija’; οφις ophis, οφεως opheōs ‘wąż’[8].
- Crotalopsis: rodzaj Crotalus Linnaeus, 1758 (Reptilia); gr. οψις opsis, οψεως opseōs ‘wygląd, oblicze, twarz’[9][3]. Gatunek typowy (oznaczenie monotypowe): Crotalopsis punctifer Kaup, 1859.
- Macrodonophis: gr. μακρος makros ‘długi’[10]; οδους odous, οδοντος odontos ‘ząb’[11]; οφις ophis, οφεως opheōs ‘wąż’[9]. Gatunek typowy (oznaczenie monotypowe): Conger mordax Poey, 1860 (= Crotalopsis punctifer Kaup, 1859).
- Notophtophis: gr. νωτον nōton ‘tył, grzbiet’[12]; οφθαλμος ophthalmos ‘oko’[9]; οφις ophis, οφεως opheōs ‘wąż’[9]. Gatunek typowy (oryginalne oznaczenie (również monotypowe)): Notophtophis brunneus Castro-Aguirre & Suárez de los Cobos, 1983.

### Podział systematyczny
Do rodzaju należą następujące gatunki:
- Echiophis brunneus (Castro-Aguirre & Suárez de los Cobos, 1983)
- Echiophis intertinctus (Richardson, 1848)
- Echiophis punctifer (Kaup, 1859)